# Ludwig II. (Wittgenstein)
Ludwig II. (der Jüngere) Graf zu Sayn-Wittgenstein zu Wittgenstein (* 15. März 1571 auf Schloss Wittgenstein; † 14. Dezember 1634 in Frankfurt am Main) war ein deutscher Adliger und als Erbe der Südgrafschaft Begründer der Linie Sayn-Wittgenstein-Wittgenstein, die sich bereits eine Generation später Sayn-Wittgenstein-Hohenstein nannte.

## Leben und Wirken

### Herkunft
Ludwig II. wurde am 15. März 1571 als zweiter Sohn des Grafen Ludwig I. (der Ältere) von Sayn zu Wittgenstein (1532–1605) und seiner zweiten Frau, Elisabeth Gräfin von Solms-Laubach (1549–1599) geboren.

### Erbe
Ludwigs Vater, Graf Ludwig der Ältere hatte bereits am 19. Mai 1593 ein Testament errichtet, wonach seine Söhne, Georg aus erster Ehe und Wilhelm aus der zweiten Ehe, seine Länder erhalten sollten. Unstreitig war die Erbschaft des ältesten Sohnes Georg bezüglich der Nordgrafschaft mit Schloss Berleburg sowie der Herrschaft Homburg. Weil aber der künftige Erblasser bereits eine Anwartschaft auf die Grafschaft Sayn hatte, verfügte Ludwig der Ältere am 5. Februar 1601 neu: Sein Sohn Wilhelm sollte Erbe der Grafschaft Sayn werden, der dritte Sohn, Ludwig sollte den Südteil der Grafschaft Wittgenstein mit dem Stammsitz auf Schloss Wittgenstein erhalten, dazu fiel ihm noch die Herrschaft Vallendar zu. Weitere Teilungen der Grafschaft wurden untersagt. Mit dem Rücktritt des Grafen Ludwig des Älteren trat die Teilung seines Besitztums im Jahre 1603 in Kraft. Dennoch setzten seine drei nun regierenden Söhne am 17. August 1603 einen Vertrag auf, wonach der Vater das Familienoberhaupt bleiben solle. Mit dem Tode des Grafen Ludwig im Jahre 1605 war die Dreiteilung der Macht endgültig besiegelt.

### Wirken
Mit seinen beiden älteren Brüdern Georg (1565–1631) und Wilhelm (1569–1623) besuchte er die Universität in Marburg. Beeinflusst von seinem Vater, der in der Grafschaft den reformierten Glauben eingeführt hatte, suchte er den bekannten reformierten Theologen Theodor von Beza in Genf auf.
Da sein Vater am kurpfälzischen Hof in Heidelberg zweimal (1574–1577 und 1592–1594) das Amt des Großhofmeisters bekleidet hatte, bemühte sich Ludwig der Jüngere dort um ähnliche Kontakte. 1592 kam er als Obrist in pfälzische Dienste, später war er einige Zeit in Frankreich am Hofe des Herzogs von Bouillon. Danach kehrte er zurück in die Pfalz und wurde 1600 während der Regentschaft Friedrich IV. von der Pfalz (1574–1610) sowie der seines Sohnes Friedrich V. von der Pfalz (1596–1632), dem sogenannten Winterkönig, Oberamtmann in Simmern. 1620 verließ Graf Ludwig Simmern endgültig und kehrte nach Wittgenstein zurück.
In seine Regentschaft fiel ein Teil des Dreißigjährigen Krieges, bei dem auch die südliche Grafschaft Wittgenstein unter Kriegssteuern, Einquartierungen durchmarschierender Truppenteile, erpressten Abgaben und Spanndienste, aber auch Verwüstungen und Plündereien zu leiden hatte.

### Familie
Ludwig II. heiratete am 17. Oktober 1598 in Berleburg Juliane, Gräfin zu Solms-Braunfels (1578–1630), Tochter des Grafen Konrad zu Solms-Braunfels und seiner Frau Elisabeth, einer geborenen Gräfin zu Nassau-Dillenburg. Aus der Ehe gehen insgesamt 14 Kinder hervor:
- Ludwig (* 26. Juli 1599; † 1624)
- Johann VIII. (* 14.Oktober 1601; † 2. April 1657) (lt. Stammtafel: Johannes)
- Philipp (* 1609)
- Wilhelm (* 1610), wird am 10. Mai 1639 in Erfurt in der dortigen Predigerkirche zu Grabe getragen, war in Schwedischen Diensten, zuletzt als Rittmeister
- Johann (* 1611)
- Otto († 1630)
- Friedrich Magnus
- Elisabeth († 1641)
- Anna Katharina (* 2. Juli 1610 in Simmern; 1. Dezember 1690 in Kleinern)⚭26. Oktober 1634 in Frankfurt mit Philipp VI. von Waldeck-Wildungen (1613–1645)
- Maria Juliane
- Dorothea
- Agnes
- Louise
- Christian

Graf Ludwig der Jüngere starb im Alter von 63 Jahren am 14. September 1634 in Frankfurt, wo sich sein Sohn, Graf Johann VIII., als Mitglied des schwedischen Kriegsrates, des Consilium formatum, aufhielt. Der älteste Sohn Graf Ludwigs, er hatte den gleichen Vornamen vom Vater erhalten, war bereits 1624 mit 25 Jahren bei einem Duell in Holland getötet worden. Daher wurde der zweitälteste Sohn, Johann VIII., der später als brandenburgischer Gesandter an den Friedensverhandlungen nach Münster und Osnabrück mitwirkte, sein Nachfolger als Regent der Grafschaft Sayn-Wittgenstein-Wittgenstein.

## Belege
1. ↑  Günter Wrede: Territorialgeschichte der Grafschaft Wittgenstein. Marburg 1927, S. 78
2. ↑  WA: Acta F 18, II.
3. ↑  Eitel Klein: Studien zur Wirtschafts- und Sozialgeschichte der Grafschaft Sayn-Wittgenstein-Hohenstein vom 16. bis zum Beginn des 19. Jahrhunderts. Marburg 1935, S. 17
4. ↑  Ulf Lückel, Andreas Kroh: Das Fürstliche Haus zu Sayn-Wittgenstein-Hohenstein. Börde Verlag, Werl 2004, S. 7.
5. ↑  Fürstliches Archiv Wittgenstein: WA Acta F 18, I.
6. ↑  z. B. P. Bauer, Laasphe: Der Überfall auf Feudingen. In: Das schöne Wittgenstein, Jahrgang 1927, Heft 4, S. 146: Schwedische Truppen überfielen im Juni 1646 die Gemeindemitglieder in der Kirche und plünderten sie aus. Danach wurden alle Häuser ausgeraubt, 114 Kühe, 69 Rinder, 20 Pferde, 472 Schafe und 28 Schweine weggetrieben.
7. ↑  Stammtafel des mediatisierten Hauses Sayn-Wittgenstein 1907. Tafel 10. Unveränderter Nachdruck der Ausgabe von 1907, Heimat-Verlag und Antiquariat Angelika Wied, Bad Laasphe 2009, Nr. 9/100. Hier sind jedoch nur neun Kinder verzeichnet.
8. ↑  Ulf Lückel und Andreas Kroh: Das Fürstliche Haus zu Sayn-Wittgenstein-Hohenstein, Börde-Verlag, Werl 2004, S. 7: Hier ist ohne namentliche Aufzählung von 17 Kindern die Rede.
9. ↑  The House of Sponheim 12. Abgerufen am 1. November 2018 (englisch).

| Personendaten    | Personendaten                                                                                                 |
| ---------------- | --- |
| NAME             | Ludwig II. |
| ALTERNATIVNAMEN  | Ludwig II. der Jüngere; Ludwig II. Graf von Sayn zu Wittgenstein; Ludwig der Jüngere von Sayn zu Wittgenstein |
| KURZBESCHREIBUNG | Graf von Wittgenstein                                                                                         |
| GEBURTSDATUM     | 15. März 1571                                                                                                 |
| GEBURTSORT       | Schloss Wittgenstein                                                                                          |
| STERBEDATUM      | 14. Dezember 1634                                                                                             |
| STERBEORT        | Frankfurt |